# Cleopatra - The crown of Isis (album)
Cleopatra, the crown of Isis is een studioalbum van Kayak.
Het album diende zich al tijden aan. In september 2012 kwam de single Cleopatra, the crown of Isis uit waarbij het album al werd aangekondigd. Ton Scherpenzeel en Irene Linders wilden weer eens een samenhangend album, maken dat in de theaters uitgevoerd kon worden. De single was er een voorproefje van, maar daarna was het hard werken om muziek en teksten sluitend te krijgen. Bovendien werkte Scherpenzeel intussen aan een soloalbum. Andere zaken die het album in mindere mate ophielden waren een verhuizing van de familie Scherpenzeel van Hilversum naar Griekenland en Scherpenzeels tijdelijke invalbeurt in Camel omdat hun toetsenist Guy Leblanc ziek werd. Gedurende het tekstschrijven werd duidelijk dat het niet op één compact disc zou passen, zoals origineel het idee was. Opnamen vonden plaats in ABT en de Kayak Home Studio in Hilversum, als mede SoundVision in Arnhem (drums).  
Om het album uit te kunnen geven was crowdfunding noodzakelijk. Het album werd weliswaar aangeboden aan het platenlabel InsideOut Music, maar deze zag niets in een relatief dure release van een rockopera.  Toen het album uiteindelijk af was kwamen Cindy Oudshoorn en Edward Reekers met de mededeling dat ze gingen stoppen met Kayak. In november 2014 ging Kayak op tournee, waarbij een elftal concerten werd gegeven. Oudshoorn en Reekers zongen daarbij tijdens het laatste concert in Cultuurpodium Boerderij te Zoetermeer mee. Het album stond toen ook één week genoteerd op plaats 59 in de Album Top 100. 
In februari 2015 (tijdens aangehaald interview) zat Scherpenzeel, als leider van Kayak, te dubben of het nog wel mogelijk was Kayak als zodanig voort te zetten. In maart was er nog een uitvoering van Cleopatra op Texel, maar daarna werd het stil rond de band. Nieuw bericht van de band kwam pas in 2017 in de hoedanigheid van de aankondiging van een nieuw album. 

## Musici
- Cindy Oudshoorn – zang (Cleopatra)
- Edward Reekers – zang (The Sicilian), percussie
- Rob Vunderink – zang (Octavian), gitaar
- Ton Scherpenzeel – toetsinstrumenten, achtergrondzang, percussie, basgitaar[1]
- Jan van Olffen – basgitaar, contrabas
- Hans Eijkenaar – slagwerk, percussie

Met
- Martin van der Starre – zang (Mark Antony)
- Alexander van Breemen – zang (Julius Caesar)
- Tatiana Manolidou – zang
- Marjolein Teepen – zang (werd opvolgster van Oudshoorn)
- Irene Linders – zang
- Maria-Paula Majoor, Daniel Torres Menacho, Robert Baba – viool

## Muziek
Alle muziek van Scherpenzeel, alle teksten door Irene Linders en Ton Scherpenzeel

| Nr. | Titel                                                             | Duur |
| --- | ----------------------------------------------------------------- | ---- |
| 1.  | The living Isis                                                   | 4:11 |
| 2.  | A family divided                                                  | 3:01 |
| 3.  | Alexandria (Alexandria; The gift; The plan; The siege, The child) | 8:30 |
| 4.  | She rules my world (part 1)                                       | 3:06 |
| 5.  | Goodbye Pharos                                                    | 4:06 |
| 6.  | Stranger in Rome                                                  | 4:39 |
| 7.  | Hail                                                              | 2:52 |
| 8.  | She came she saw she conquered                                    | 5:10 |
| 9.  | The ides of march                                                 | 6:02 |
| 10. | Matters of the heart                                              | 3:49 |
| 11. | The curse of Isis                                                 | 6:05 |

| Nr. | Titel                                                      | Duur |
| --- | ---------------------------------------------------------- | ---- |
| 1.  | Tarsus                                                     | 4:46 |
| 2.  | Whatever it takes                                          | 3:28 |
| 3.  | The crown of Isis                                          | 5:05 |
| 4.  | Philae                                                     | 3:28 |
| 5.  | The inimitable livers                                      | 3;28 |
| 6.  | The queen of kings (The donations; The wager; The traitor) | 7:41 |
| 7.  | Actium (Actium; The tides are turning)                     | 7:48 |
| 8.  | Setting things straight                                    | 3:40 |
| 9.  | The message                                                | 2:32 |
| 10. | Larger than life                                           | 4:25 |
| 11. | The arms of Isis                                           | 2:28 |
| 12. | Alexandria (reprise)                                       | 3:03 |
| 13. | That sacred kiss                                           | 4:58 |